# Siettitia avenionensis
Siettitia avenionensis är en skalbaggsart som beskrevs av Guignot 1925. Siettitia avenionensis ingår i släktet Siettitia och familjen dykare. Inga underarter finns listade i Catalogue of Life.